# غونزالو بابا
غونزالو بابا (بالإسبانية: Gonzalo Papa) (8 مايو 1989 بمونتفيدو في الأوروغواي - ) هو لاعب كرة قدم أوروغواني في مركز الوسط. شارك مع منتخب الأوروغواي لكرة القدم. أما مع النوادي، فقد لعب مع أرسنال ساراندي وسنترو أتلتيكو فينكس ‏.

## وصلات خارجية
- غونزالو بابا على موقع قاعدة بيانات كرة القدم.إي يو (الإنجليزية)
- غونزالو بابا على موقع Soccerway.com (الإنجليزية)